# コロンビア・ペソ
コロンビア・ペソ（Colombian peso）は、コロンビアの通貨。補助通貨単位はセンターボだが、現在ではほとんど使用されない。

## 紙幣・硬貨
20、50, 100, 200, 500ペソ硬貨と1000, 2000, 5000, 10,000, 20,000, 50,000, 100,000ペソ紙幣が発行されている。